# Bloqueo de Santa Marta
El Bloqueo de Santa Marta fue un enfrentamiento militar librado en 1813 entre las fuerzas patriotas y realistas durante la Independencia de Colombia, con victoria de las segundas.

## Antecedentes
Francisco José Montalvo y Ambulodi estaba en La Habana cuando fue nombrado capitán general de la Nueva Granada por el Consejo de Regencia, embarcándose el 28 de abril de 1813 con su secretario, cuatro oficiales y algunos pertrechos bélicos para Santa Marta, donde llegó el 1 de junio. Según él, si su antecesor, Benito Pérez Brito, hubiera desembarcado en esa ciudad en 1810 hubiera pacificado el territorio, aunque le justifica diciendo que era entendible que prefiriera ir a Panamá, ciudad que recibía ayuda cubana y estaba bien defendida por entonces. Montalvo consideraba que Santa Marta se volvió una posición más fuerte cuando llegó el batallón Albuera, de 400 plazas, en 1812.
Después del desastre en Papáres, 10 y 11 de mayo de 1813, el gobierno de Cartagena de Indias decidió volver a atacar Santa Marta. Una tercera expedición al mando del coronel Pierre Labatut, quien gozaba del apoyo del vicepresidente cartagenero Gabriel Gutiérrez de Piñeres, formada por 18 buques, incluyendo la goleta Indagadora y varios barcos corsarios, avanzó por mar mientras una escuadrilla de fuerzas sutiles lo hizo por la Ciénaga Grande.

## Operaciones
El 6 de agosto, aparecieron frente a Santa Marta los barcos enemigos, estimados por el capitán general en 1 corbeta, 2 bergantines, 8 lanchas cañoneras y 12 goletas que transportaban 2.000 soldados. En cambio, José Manuel Restrepo sólo afirma que la escuadra de mar estaba formada por 18 barcos, incluyendo la goleta Indagadora, y muchos de ellos eran de corsarios, aunque también había una escuadrilla de naves sutiles avanzando por la Ciénaga Grande, aunque no da números.
Su intención era desembarcar en la playa junto al fortín Dulcino, pero en lugar de hacerlo de inmediato se dedicaron a explorar la costa, lo que permitió a Montalvo mover una batería a la posición de forma muy visible para dejarles claro el peligro. Fracasado el plan, fondearon en Punta de Cal, donde permanecieron hasta la noche del 13 de agosto, cuando intentaron asaltar el morro de la ciudad, pero fueron rechazados y debieron dirigirse a San Juan Bautista de la Ciénaga. El 14 de agosto, en la barra de la Ciénaga Grande hicieron señales a la fuerza sutil para que atacara Pueblo Viejo, fortificado con algunas baterías, mientras la flota de mar atacaba el fortín Carmen, pero fueron rechazados por el Capitán Vicente Narciso Crespo y el capitán Tomás José Pacheco. Al día siguiente, los republicanos desembarcaron en las cercanías de Carmen, quedando bajo un vivo fuego por algunas horas hasta que la artillería monárquica los obligó a retroceder, sufriendo averías importantes en los barcos de ambas flotillas. En tanto, a Santa Marta llegaron de Portobelo algunos bergantines y goletas de guerra con parte del batallón Albuera, que desembarcaron cerca de la ciudad para ayudar en la defensa y obligar al enemigo a retirarse.
El 2 de septiembre, la flota patriota volvió a aparecer frente a Santa Marta porque sabían que un convoy con ayuda venía desde Portobelo y si lo capturaban la ciudad quedaría desamparada. La flotilla realista se había retrasado tanto que los patriotas, superiores en número, se habían enterado. Hasta el 9 de septiembre Labatut se dedicó con una flotilla a amenazar el puerto de Santa Marta sin mayores resultados, pero ese día a las 08:00 horas empezó a escucharse al oeste de la ciudad un cañoneo. Dos horas y media después se veía a ambas escuadras alineadas frente a frente. Había llegado la flota monárquica al mando de Manuel Túnes con la misión de entrar al puerto, mientras su contraria deseaba impedirlo. Desde Portobelo vinieron las goletas Galga, Junta de Sevilla y Místico Cupido y el bergantín Borja dirigidas por los tenientes de navío Manuel Túnes, Manuel Pardo, Martín de Espino y Adrián Morquecho respectivamente. Al ver el combate, el capitán general ordenó a la goleta De los Pardos del teniente de navío Antonio Gastón, que fondeaba en el muelle, unirse a la lucha. Así las fuerzas quedaron más igualadas y flota realista se abrió paso hasta una distancia donde la artillería del puerto podía alcanzar a cualquier barco, fue entonces que sus rivales dejaron de perseguirla. A las 17:00 llegó la escuadra con 50.000 pesos de los que 30.000 eran en dinero y el resto en víveres, además de tropas y funcionarios para la ciudad.

## Consecuencias
Después de la derrota, los independentistas decidieron mantener un bloqueo dejando sus bongos y cañoneras en la Ciénaga Grande para impedir la pesca e interceptar la llegada de suministros desde el oeste del río Magdalena, lo que generó escasez en Santa Marta. Labatut se dedicó a defender el comercio del Magdalena hasta que fue reemplazado y arrestado por el coronel Miguel Carabaño en su cuartel de Soledad, siendo llevado a Cartagena y luego enviado a las islas Antillas.
Con los refuerzos y la victoria, parecía que la seguridad de Santa Marta quedaba garantizada. Por entonces, la villa tenía una guarnición de 250 regulares del Albuera, piquetes del Fijo de Panamá, emigrados del Fijo y el Auxiliar de Cartagena, compañías de milicias a sueldo y un creciente número de oficiales.